# Willem Reyseger
Willem Reyseger (Den Haag, 1 december 1901 – Wassenaar, 24 maart 1976) was een Nederlands-Indisch en Nederlands ambtenaar, en voetbalbestuurder.

## Opleiding
Willem Reyseger werd geboren in Den Haag als zoon van Jacob Johannes Reyseger, hoofdcommies der Telegrafie, later hoofdinspecteur der Posterijen en Telegrafie, en Johanna Ouwenbroek. Hij trad op 16 juni 1926 te Hilversum in het huwelijk met Albertina Christina Pauline Cramer. Uit dit huwelijk werd op 8 december 1931 te Batavia een dochter geboren, Anne Margrieta.
Hij volgde onderwijs aan de 3e gemeentelijke HBS met 5-jarige cursus aan de Waldeck Pyrmontkade te Den Haag, alwaar hij in juli 1919 het diploma behaalde. Hij vervolgde zijn opleiding aan de Nederlandse Handels-Hogeschool te Rotterdam, waar hij in juni 1921 slaagde voor het examen Handelseconomie en in december 1924 voor het doctoraal examen Handelswetenschap. In mei 1926 sloot hij zijn opleiding af met het diploma Rekenwetenschap (accountancy).

## Ambtelijke carrière
In februari 1924 had hij zich al verbonden tot dienstneming bij een der Indische accountantsdiensten. Enkele weken nadat hij in het huwelijk was getreden vertrok hij op 3 augustus 1926, met zijn echtgenote, naar Nederlands-Indië. In september werd hij benoemd tot gegradueerd adjunct-accountant bij de Gouvernements Accountantsdienst te Weltevreden. In oktober 1929 is hij bevorderd tot accountant 3e klasse. In december 1931 werd in Batavia hun enige dochter Anneke geboren. Wegens het volbrengen van zesjarige dienst in Nederlands-Indië had hij recht op acht maanden verlof in Europa. Dat werd hem ingaande 2 november 1932 verleend. Begin december 1932 kwam hij met vrouw en dochtertje in Nederland aan.
Naar Nederlands-Indië zou hij niet meer terugkeren. Met ingang van 16 juli 1933 werd hij als Indisch ambtenaar tijdelijk ter beschikking gesteld van de minister van Koloniën teneinde te worden geplaatst bij het bureau voor Economische Zaken van het Ministerie van Koloniën. Al spoedig ontwikkelde hij zich tot de economisch secretaris van H. Colijn, die naast de functie van minister van Koloniën ook als minister-president optrad. In juli 1937 werd Colijn ontheven van de portefeuille van Koloniën en werd hij minister-president, tevens minister van Algemene Zaken. Per 1 oktober 1937 werd Reyseger bij Koninklijk besluit benoemd tot secretaris van het nieuw opgerichte departement van Algemene Zaken. In december van dat jaar volgde zijn formele overgang van de Indische naar de Nederlandse Staatsdienst.
In mei 1940, na vertrek van de regering naar Engeland, werden de secretarissen-generaal beschouwd als de waarnemende hoofden der departementen. Ook Reyseger, hoewel slechts secretaris, werd enige tijd als zodanig aangeduid, maar al op 1 juni 1940 werd jhr.mr. A.M. Snouck Hurgronje, secretaris-generaal van het Departement van Buitenlandse Zaken benoemd tot secretaris-generaal, waarnemend hoofd van het Departement van Algemene Zaken. Reyseger heeft zijn ontheffing uit de functie van waarnemend hoofd van het Departement van Algemene Zaken als zeer grievend ervaren. In de jaren 1940-1945 waren de werkzaamheden van het Haagse Departement van Algemene Zaken wegens het verblijf van de regering in Londen tot een minimum gereduceerd. Slechts het financieel en bestuurlijk toezicht op de Hoge Colleges van Staat (Raad van State en Algemene Rekenkamer) en op de Opbouwdienst en Nederlandse Arbeidsdienst bleven bestaan. Na de bevrijding in mei 1945 bleek dat de regering in Londen het Departement van Algemene Zaken in 1944 reeds had samengevoegd met dat van Binnenlandse Zaken. Die samenvoeging gold ook voor de Nederlandse departementen, zodra het Nederlandse grondgebied bevrijd zou zijn. Voor Reyseger was er bij Binnenlandse Zaken, waarmee Algemene Zaken was samengevoegd, geen emplooi meer.
Hij is in 1945, nog voor de bevrijding, voorzitter geweest van het Nood-Comité Den Haag, dat tot doel had om in Den Haag de nood van de hongerwinter en daarna zoveel mogelijk te lenigen.
In augustus 1945 werd hij benoemd tot secretaris van de Raad voor het Rechtsherstel. De Raad had als taak het zoveel mogelijk herstellen van de rechtsverhoudingen tussen personen en instellingen die enerzijds hadden geprofiteerd en anderzijds het slachtoffer waren van  Duitse bezettingsmaatregelen op het gebied van het vermogensrecht. De Raad voor het Rechtsherstel was in een viertal tamelijk zelfstandige afdelingen onderverdeeld, elk weer met een secretaris of griffier. De secretaris van de Raad was tevens secretaris van het dagelijks bestuur en  hoofd van het secretariaat, dat voornamelijk was belast met organisatorische, financiële en personele aangelegenheden van de gehele Raad voor het Rechtsherstel.
Per 1 oktober 1955 aanvaardde hij de functie van secretaris-generaal van het bestuur van de Stichting Reactor Centrum Nederland te Petten. Het RCN was een instelling waarin rijksoverheid, bedrijfsleven en wetenschap samenwerkten om tot economisch verantwoorde vreedzame toepassing van kernenergie te geraken. Enkele jaren later werd Reyseger benoemd tot administratief-financieel directeur, welke functie hij tot zijn pensioen op 1 januari 1967 heeft vervuld.

## Voetbalbestuurder
Willem Reyseger was een niet onverdienstelijk voetballer. Hij heeft vanaf zijn 12e jaar gevoetbald bij het Haagse H.B.S., tot in het eerste elftal. H.B.S. speelde, tot begin jaren vijftig, in de eerste klasse van de Koninklijke Nederlandse Voetbal Bond. Van deze vereniging werd hij in juni 1940 voorzitter. In 1951 werd hij voorzitter van de toen opgerichte Vereniging van Eerste Klassers, welke zich verzette tegen de stringente amateurbepalingen van de KNVB. In 1952 trad hij toe tot het bestuur van de KNVB, waarvan hij in 1953 tweede voorzitter werd. In die hoedanigheid heeft hij, als voorzitter van de Urgentiecommissie van de KNVB, mede de onderhandelingen gevoerd met de Nederlandse Beroeps Voetbalbond, welke leidde de overeenkomst in juli 1954 tot samenwerking  bij de invoering van het betaald voetbal in Nederland. Reeds enkele maanden later, in mei 1955, trad hij af als vicevoorzitter, omdat hij het niet eens was met het beleid van het bondsbestuur.

## Secretaris Nationaal Comité Handhaving Rijkseenheid
Eind 1946 nam prof. Mr. P.S. Gerbrandy het initiatief tot vorming van het Nationaal Comité Handhaving Rijkseenheid. Dit Comité stelde zich ten doel actie te voeren tegen de onafhankelijkheid van Indonesië. Het comité verenigde conservatieve tegenstanders van het dekolonisatiebeleid van de Nederlandse regering. Het organiseerde een grote petitie tegen de overeenkomst van Linggadjati, en steunde bij de Tweede Kamerverkiezingen van 1948 verscheidene kandidaten van diverse politieke partijen, die zich verzetten tegen de onafhankelijkheid van Indonesië. Van dit comité was Reyseger secretaris.

## Pensioen
Na zijn pensionering vestigde hij zich, met zijn echtgenote, in Wassenaar, alwaar hij op 24 maart 1976 op 74-jarige leeftijd overleed.